# Josep Mundet i Carbó
Josep Mundet i Carbó   (Calonge i Sant Antoni, 22 de febrer de 1875 - Nova York, 7 d'agost de 1940) fou un industrial i filantrop català. El seu pare era un industrial surer i el seu germà petit Artur (1878-1965) era també empresari i filantrop. Des de molt joves ambdós van col⋅laborar a l'empresa familiar a Sant Antoni i després a la filial de L. Mundet and Sons a Seixal al districte de Setúbal a Portugal (més tard anomenada Mundet & Cª, Lda), que el 1906 va esdevenir la seu de la multinacional familiar.
En sentir apropar la crisi de la indústria surera l'any 1890 va emigrar cap Nova York als Estats Units d'Amèrica. La seva motivació no era gaire clara, però sembla que no hi va haver una relació amb l'empresa familiar. Probablement va seguir la moda d'aquesta era i cercava emancipar-se de son pare. Allà va adonar-se de les múltiples aplicacions noves, fetes d'aglomerat de suro i el 1895 va obrir un petit taller a Brooklyn. Aquesta diversificació va fructificar, gràcies també al suro brut que Llorenç Mundet li va enviar. Van decidir obrir una nova fàbrica a Palamós, per preparar el suro que seria transformat en productes acabats a Sant Antoni i a Brooklyn. El 1902 el seu germà Artur vindrà a Nova York, però en veure les oportunitats, aviat se'n va anar a Mèxic per crear una altra filial del grup familiar. Aquest mateix any, Josep va obrir una nova fàbrica a Canadà. Des dels anys 1940 el seu fill, Josep Mundet junior va prendre la direcció del grup que aleshores comptava amb tretze fàbriques a tres continents i quasi quatre mil treballadors.

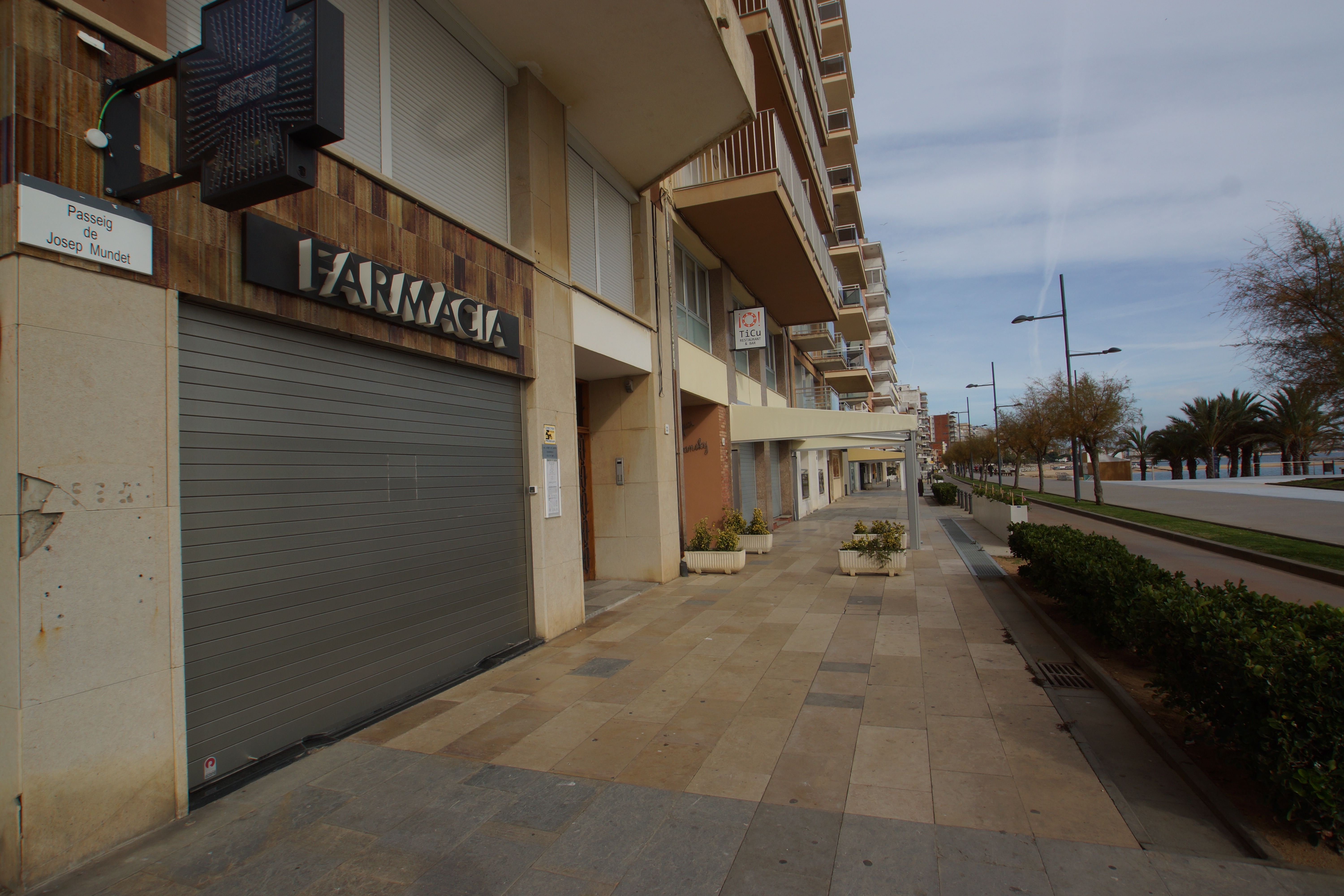
Passeig de Josep Mundet

Va esdevenir uns dels millors financers del país. Va destacar com filantrop tant a Amèrica com al seu país natal. Durant la Primera Guerra Mundial va ajudar molts obrers a l'atur de Sant Antoni, Llagostera i Palamós. Va urbanitzar varis carrers del barri i construir un pont a càrrec seu. En reconeixement de la seva beneficència, els obrers li van dedicar una làpida i un tram del passeig de Mar de Sant Antoni porta el seu nom.